# 古恩德卢佩特
古恩德卢佩特（Gundlupet），是印度卡纳塔克邦Chamarajanagar县的一个城镇。总人口26368（2001年）。

## 人口
该地2001年总人口26368人，其中男性13460人，女性12908人；0—6岁人口3017人，其中男1570人，女1447人；识字率63.50%，其中男性为70.54%，女性为56.15%。